# Omonville-la-Rogue
Omonville-la-Rogue är en kommun i departementet Manche i regionen Normandie i norra Frankrike. Kommunen ligger i kantonen Beaumont-Hague som tillhör arrondissementet Cherbourg. År 2018 hade Omonville-la-Rogue 471 invånare.

## Befolkningsutveckling
Antalet invånare i kommunen Omonville-la-Rogue
| Referens: INSEE |